# Jon wodorowy
Jon wodorowy – kation utworzony z atomu wodoru, poprzez oderwanie jego jednego elektronu. Praktycznie rzecz biorąc, jon wodorowy jest po prostu wolnym protonem. W zapisach przebiegu reakcji chemicznych zapisuje się go jako H+.
Jon ten występuje wyłącznie w zjonizowanych gazach oraz w promieniowaniu kosmicznym. Jego promień jonowy (10−3 pm), ze względu na brak elektronów rdzeniowych, jest równy promieniowi protonu. Jest więc o cztery rzędy wielkości mniejszy od najmniejszych promieni jonowych trwałych drobin jednordzeniowych (promień Li+ = 60 pm, promień Al3+ = 50 pm). Oznacza to, że w pobliżu innych drobin natychmiast głęboko wnika w ich strukturę elektronową, co w przypadku wody prowadzi do powstania jonu hydroniowego (H3O+), będącego najprostszym jonem oksoniowym. Znane są również inne formy tego jonu powstałe przez dołączenie kolejnych cząsteczek wody: kation Zundela (H5O2+) i kation Eigena (H9O4+).
Ujemny logarytm dziesiętny stężenia molowego jonów wodorowych w wodzie był niegdyś podstawą skali pH, która jest miarą kwasowości. Ze względu na to, że jony wodorowe w roztworach wodnych w rzeczywistości nie występują, obecna definicja skali pH opiera się na aktywności jonów hydroniowych.